# دار أثر للنشر والتوزيع
دار أثر للنشر والتوزيع هي دار نشر سعودية تأسست سنة 2010 في مدينة الدمام، على يد الكاتب والناشر عبد الله فهد الغبين. تهتم الدار بنشر الأدب العربي والعالمي، إلى جانب الفكر، الفلسفة، وكتب الترجمة. وتهتم بالكتب التي تتحدث عن المكتبات والكتابة والقراءة، وقد حققت أثر انتشاراً واسعاً في المملكة العربية السعودية والعالم العربي، وبرزت كأفضل خمس دور نشر خليجية بإصدارات نوعية تجاوزت 500 عنوان حتى عام 2024. وحصدت العديد من جوائز النشر، بالإضافة إلى امتلاكها على حقوق العديد من الروائيين الحاصلين على جائزة نوبل للآداب.
أطلقت الدار أيضًا جائزة أثر للرواية عام 2013، وهي جائزة أدبية عربية مخصصة للأعمال الروائية غير المنشورة، تبلغ قيمتها 3000 دولار أمريكي توزَّع على ثلاثة فائزين، مع التزام الدار بنشر الأعمال الفائزة. تهدف الجائزة إلى دعم الكُتّاب العرب الشباب وتحفيز الكتابة الروائية الجديدة.
وفي خطوة للتوسع الثقافي خارج السعودية، افتتحت «دار أثر» في عام 2023 فرعًا لها تحت مسمى "مكتبة أثر" في القاهرة بحي مدينة نصر، ما يعكس حرصها على التواجد في مركزين رئيسيين للحركة الثقافية والنشر في العالم العربي: مصر والخليج العربي.

## المشاريع والسلاسل
تعمل الدار ضمن عدة مشاريع نشرية واضحة، أبرزها:
- سلسلة كلاسيكيات أثر – تسعى الدار من خلالها لإعادة نشر روايات عالمية قديمة تركت أثراً في التاريخ الأدبي.
- سلسلة نوافذ عربية – تهدف لنشر أعمال عربية مهمة من مختلف البلدان، خصوصًا تلك التي نالت جوائز أدبية أو مديحاً نقدياً.
- سلسلة نوفيلا – متخصصة في نشر الروايات العالمية القصيرة والممتعة.
- سلسلة المكتبة السعودية – تُعنى بجمع ونشر الروايات السعودية البارزة عبر تاريخ الرواية المحلية.

## الجوائز والتكريمات
- في 2020، فازت دار أثر بجائزة أفضل دار نشر في مسار الناشر المحلي، ضمن جوائز معرض الرياض الدولي للكتاب.[5]

- في 2021، حصلت على المركز الثالث في فئة النشر ضمن الجوائز الثقافية الوطنية التي تُشرف عليها وزارة الثقافة السعودية.[6]

## المشاركات الثقافية
شاركت دار أثر في عدد من الفعاليات والبرامج الثقافية داخل السعودية وخارجها، من أبرزها:
- شاركت الدار في افتتاح جناح المملكة العربية السعودية في إكسبو 2020 دبي، ضمن أولى فعاليات البرنامج الثقافي "16 نافذة"، وذلك عبر جلسة نقاشية بعنوان "الكتب والنشر في السعودية"، شارك فيها مؤسس الدار عبد الله الغبين إلى جانب عدد من الناشرين السعوديين، وأدارها طارق خواجي، المستشار الثقافي وأمين مكتبة إثراء.[7]

- ظهور مدير الدار عبدالله الغبين في برنامج MBC في أسبوع، في لقاء تم بثه على التلفاز ومرفوع على اليوتويب يتناول أهمية الترجمة الأدبية ودور النشر في نقل المعرفة، كما وضح أهم مبادرة "ترجم" التي أطلقتها الدولة لتعزيز الترجمة من لغات متعددة إلى العربية.

## أبرز منشورات الدار
تميّزت «دار أثر» خلال مسيرتها بنشر أعمال لافتة أثارت اهتمام الوسط الثقافي، وتناولتها الصحافة والمواقع المتخصصة بتقدير كبير. ومن بين أبرز هذه الإصدارات:
في طليعة ما نُشر وتركت أصداؤه الصحفية أثرًا واسعًا، رواية ستونر لجون ويليامز، التي اعتُبرت من قبل مجلة ذا نيو يوركر «أفضل رواية أمريكية لم يُسمع عنها من قبل»، واختارتها الغارديان ضمن قائمة كتب السنة، كما ناقشها برنامج «عصير الكتب» للكاتب بلال فضل. وتناولت مجلة رمان الثقافية هذه الرواية بوصفها «تجربة أدبية شديدة الخصوصية عن عزلة المثقف وصراعه مع الحياة الجامعية».
أما رواية لا جديد على الجبهة الغربية لإريك ماريا ريمارك، فقد اعتبرتها صحيفة «اليوم السابع» و«الاتحاد» الإماراتية عملًا مناهضًا لويلات الحرب، وقدّمتها الدار بترجمة عربية حديثة استحضرت الألم الإنساني في زمن النزاعات الكبرى.
وقد أثارت رواية ضمير السيد زينو للكاتب الإيطالي إيتالو سفيفو نقاشًا فلسفيًّا حول علاقة الإنسان بذاته، كما عرض موقع الجزيرة العربي رؤيتها لاضطرابات المعنى عند الفرد في ظل مجتمعه.
في حين جاءت مفكرة عابر حدود على شكل يوميات لمهاجر غير شرعي، وقدّمتها الجزيرة بوصفها «اعترافات تحمل أبعادًا إنسانية عابرة للجغرافيا»، تلامس واقع الشتات والمنفى.
وفي مجموعة كلب أزرق ينبح بجوار السرير للكاتب محمد المطرفي، ركز الكاتب الإرتيري حجي جابر في مقاله بموقع الجزيرة على ثنائية الهشاشة والقوة في السرد، وجرأة تقديم البطولات من زوايا غير تقليدية.
كما برزت رواية أغنية أخيل لمادلين ميلر، التي وصفتها الجزيرة بأنها «رسائل طروادة» تمزج بين الأسطورة والواقع في خطاب مثير للشجن.
ورافق صدور تريستانو يحتضر للكاتب الإيطالي أنطونيو تابوكي اهتمامًا نقديًا من الجزيرة بوصفه «رثاءً للإنسان في زمن الخيبات»، ونموذجًا للسرد الإيطالي الحديث.
ومن الكتب التي تحمل طابعًا فلسفيًا تأمليًا، برز كتاب فيزياء الحزن، والذي تناوله موقع موضوع بوصفه نصًا يستقصي عمق الحزن الفردي في بعد كوني.
أما كتاب داخل المكتبة خارج العالم، فهو عمل جماعي جمعه وترجمه راضي النماصي، وقد خصّه الروائي أمير تاج السر بمقال في صحيفة «القدس العربي» أشاد فيه بالكتاب كمكان للهروب والتأمل، وامتدح خيارات دار أثر في تقديمه.
ومن الروايات المحلية، برزت رواية حجرة للكاتبة أمل الفاران، والتي اختيرت من قبل جمعية الأدب المهني لتحويلها إلى عمل سينمائي، مما يعكس نجاحها السردي وقدرتها على التعبير عن هموم الجيل الجديد.
ونشرت الدار أيضًا مجموعة الآباء يركضون، التي وصفتها صحيفة «القدس العربي» بأنها «قصص سورية تقبض على التفاصيل الصغيرة للحياة في ظل الحرب».
وفي الشعر، ظهرت مجموعة قصائد دون سن الرشد للشاعر حسين بن حمزة، التي أضاءت على تحولات الطفولة إلى الكتابة في زمن الحصار.
وفي النقد القرائي، صدر كتاب غوايات القراءة، والذي وصفته «القدس العربي» بأنه تأمل في معنى أن يقرأ الإنسان بطريقة تجعل من القراءة مشروع حياة.
أما الترجمة العربية لرواية مادونا صاحبة معطف الفرو، فقد ناقشها موقع «ترك برس» بوصفها عملًا رقيقًا يلتقط تعقيد الروح الشرقية في زمن مضطرب.
ومن الأعمال التي جذبت الانتباه كذلك كتاب جنات صغيرة، والذي وصفه موقع «اليوم السابع» بأنه «نصوص تبحث عن فضاء للقراءة» عبر لغة حساسة تمزج بين التأمل والسرد القصير.
ومن الإصدارات الحديثة التي لفتت المتابعين، كتاب دروب القراءة، الذي ناقشه برنامج «كتب الخزانة» على يوتيوب، مستعرضًا محتواه المتنوع في قراءة الأدب والحياة.
كما نُشرت الترجمة العربية لرواية الباب، وقد تناولتها قناة «مكتبة عبير» في مراجعة مرئية وصفت الرواية بأنها تحفر عميقًا في العلاقات الإنسانية والسلطة والصمت.

## المؤلفون الحائزون على نوبل ضمن منشورات الدار
تمتلك دار أثر حقوق ترجمة أو توزيع أعمال لأربعة من الحاصلين على جائزة نوبل في الأدب:
- هرمان هيسه (1946) [29]
- توني موريسون (1993) [30]
- عبد الرزاق قرنح (2021) [31]
- يون فوسه (2023) [32]